# Lichter der Stadt (single)
Lichter der Stadt é o décimo primeiro single da banda alemã Unheilig. Foi lançado em 30 de março de 2012, sendo o segundo do álbum "Lichter der Stadt". 

## Videoclipe
No vídeo, enquanto Der Graf canta a canção no alto de um prédio, mostra uma história de uma taxista que trabalha durante a noite e que encontra vários tipos de passageiros e ao final do expediente vai até o prédio em que Der Graf estava. O vídeo foi lançado no site Clipfish no mesmo dia do lançamento do single.

## Lista de Faixas
| N.º | Título                       | Duração |  |
| 1.  | "Lichter der Stadt"          | 3:45    |  |
| 2.  | "Die Lebenden und Die Toten" | 3:45    |  |

## Posição nas paradas
| Paradas  | Posição |
| -------- | ------- |
| Alemanha | 31      |

## Créditos
- Der Graf - Vocais/Composição/Letras/Produção
- Henning Verlage - Teclados/Programação/Produção
- Christopher "Licky" Termühlen - Guitarra
- Martin "Potti" Potthoff - Bateria/Percussão
- Roland Spremberg - Produção